# 丁宅乡
丁宅乡，中国浙江省绍兴市上虞市下辖的一个乡。

## 辖区
该乡辖有：上宅村、下宅村、丁宅村、庙湾村、深湾村、缸岙村、双桥村、华丰村、新任溪村.